# The Elder Scrolls: Legends
The Elder Scrolls: Legends – strategiczna gra karciana, umieszczona w uniwersum serii cRPG
The Elder Scrolls. Tytuł dostępny jest free-to-play. TES: Legends miało swoją premierę po raz pierwszy 9 marca 2017 roku, kiedy to ukazało się w wersji przeznaczonej dla komputerów PC.
Gra nie rozgrywa się w żadnym konkretnym przedziale czasowym, dlatego też można w niej spotkać postacie z całego cyklu.

## Mechanika
Generalny krój rozgrywki przypomina inne gry karciane tego typu, np. GWINT czy Hearthstone.
Podczas zabawy, gracz ma na celu zbudowanie talii z wybranej przez siebie frakcji, którą to będzie potem prowadził pojedynki przeciw SI lub innym graczom. Głównym celem potyczki, jest eliminacja wroga, poprzez odebranie mu wszystkich punktów zdrowia.

## Tryby gry
- Trening
- Tryb fabularny (kampania Zapomniany Bohater)
- Wyzwanie
- Rozgrywka PvP
- Arena solo
- Arena PvP
- Arena Chaosu (comiesięczne wydarzenie w grze)

## Odbiór
Gra spotkała się z generalnie dobrym przyjęciem, a notowania przerosły oczekiwania graczy wobec tytułu. Często porównywana jest z innymi, strategicznymi grami karcianymi np. chociażby, wspomniany wyżej GWINT.